# Lorenzo Bessone
Lorenzo Bessone (Vigone, 3 agosto 1904 – Nkubu, 7 aprile 1976) è stato un missionario e vescovo cattolico italiano.

## Biografia
Abbracciò la vita religiosa nei missionari della Consolata, tra i quali professò il 2 ottobre 1923.
Ordinato prete nel 1926, fino al 1930 ricoprì la carica di economo e rettore di diverse case apostoliche in Italia; fu aiuto-procuratore a Nairobi tra il 1930 e il 1940, poi amministratore e superiore della casa-procura di Addis Abeba (dal 1940 al 1942), capoufficio amministratore a Venaria e Alpignano (1943-1947) e, superiore religioso nel Kenya (1947-1949).
Nel 1949 fu eletto al capitolo generale dell'Istituto missioni Consolata e fino al 1954 fu economo generale della congregazione.
Fu eletto vescovo di Meru nel 1954 e ricoprì la carica fino alla morte. Fondò in Kenya le congregazioni indigene delle suore Nazaretane dell'Annunciazione e dei Fratelli catechisti di San Giuseppe.
Presenziò alle sessioni del Concilio Vaticano II.

## Genealogia episcopale
La genealogia episcopale è:
- Cardinale Scipione Rebiba
- Cardinale Giulio Antonio Santorio
- Cardinale Girolamo Bernerio, O.P.
- Arcivescovo Galeazzo Sanvitale
- Cardinale Ludovico Ludovisi
- Cardinale Luigi Caetani
- Cardinale Ulderico Carpegna
- Cardinale Paluzzo Paluzzi Altieri degli Albertoni
- Papa Benedetto XIII
- Papa Benedetto XIV
- Cardinale Enrique Enríquez
- Arcivescovo Manuel Quintano Bonifaz
- Cardinale Buenaventura Córdoba Espinosa de la Cerda
- Cardinale Giuseppe Maria Doria Pamphilj
- Papa Pio VIII
- Papa Pio IX
- Cardinale Alessandro Franchi
- Cardinale Giovanni Simeoni
- Cardinale Antonio Agliardi
- Vescovo Giacinto Arcangeli
- Cardinale Giuseppe Gamba
- Cardinale Maurilio Fossati, O.SS.G.C.N.
- Vescovo Lorenzo Bessone, I.M.C.